# The Philadelphia Inquirer
The Philadelphia Inquirer est un quotidien du matin américain qui couvre Philadelphie et sa région en Pennsylvanie. Il a été fondé en juin 1829 par John R. Walker and John Norvell sous le nom de The Pennsylvania Inquirer. Aujourd'hui propriété du groupe Philadelphia Media Holdings L.L.C., le Philadelphia Inquirer se classe à la 8e place quant à la diffusion nationale et a remporté dix-huit Prix Pulitzer.
Suivant les époques, le journal a gagné ou au contraire perdu de son influence et de son lectorat. Quotidien important durant la Guerre de Sécession, lu autant par les nordistes que les sudistes, ses ventes chutent dramatiquement une fois la crise passée, avant de susciter à nouveau un regain d'intérêt à la fin du XIXe siècle.

## Histoire
Le Philadelphia Inquirer est fondé le 1er juin 1829, sous le nom de The Pennsylvania Inquirer, par les imprimeurs John R. Walker et Jean-Norvell, ancien rédacteur en chef du plus grand journal de Philadelphie l' Aurora & Gazette.
En 1942, à la mort de Moses Annenberg, son fils, Walter Annenberg, prend le contrôle du journal.
En 1947, le journal concurrent The Philadelphia Record cesse ses publications et The Philadelphia Inquirer devient le principal journal de la région de Philadelphie. Annenberg achète la station de radio WFIL, affiliée à NBC et fondée en 1922 par Strawbridge and Clothier et Lit Brothers. Avec ces deux activités, Annenberg forme un groupe de média nommé Triangle Publications. Le 13 septembre 1947, Triangle Publications lance la chaîne de télévision WFIL-TV, future WPVI-TV.
À la fin des années 1960, le journal est à la traîne face à son principal concurrent, le Philadelphia Bulletin, et manque de personnel qualifié et de moyens. Il est alors racheté, et malgré son passif, les acquéreurs arrivent à en faire en quelques années un des quotidiens les plus en vue des États-Unis. En quinze ans, dix-sept Prix Pulitzer seront gagnés. Mais le prestige dont jouissait encore le journal dans les années 1980 a fortement diminué de nos jours, en partie du fait de sévères coupes financières et d'une couverture des événements essentiellement locale.

## Ligne éditoriale et engagements politiques
Sur un plan éditorial et politique, l'Inquirer a initialement été soutenu par le Parti démocrate, avant de basculer en faveur du Parti whig, puis du Parti républicain. Au milieu du XXe siècle, le quotidien avance être politiquement indépendant.
Lors de l'élection présidentielle de 2024, le journal soutient la candidate démocrate Kamala Harris.